# Великий Тилль
Великий Тилль (ест. Suur Tõll) – персонаж естонської міфології, велетень-землероб, богатир, що за легендою жив на острові Сааремаа і бився з ворогами свого народу.

## Легенда
Тилль – велетень, що жив на острові Сааремаа в Балтійському морі. Жив разом зі своєю дружиною Пірет, був землеробом і захисником свого народу. Часто відвідував свого брата Лейгера на сусідньому острові Гіюмаа.
Мав настільки велетенський зріст, що міг спокійно ходити між цими двома островами (в деяких місцях глибина протоки Соела досягає глибини всього 2–3 метри), як тростину використовував стовбур ялини заввишки 5 сажнів (близько 10–12 метрів).
Тилль був добрим і готовим завжди прийти на допомогу, а разом з тим був дуже запальним. Любив їсти капусту, пити пиво і сидіти в лазні.
Попри свою доброзичливість, Тилль мав головного недруга – велетня Ванапагана, який завжди та всюди намагався йому нашкодити. Одного разу той зруйнував його будинок. Дружина Тилля, Пірет, побачивши це, померла. Пізніше Тилль все ж таки розправився з ворогом.
Коли на острів напали загарбники, Тилль пішов на битву, проте через велику кількість він програв і головний загарбник зумів відрубати велетню голову. Взяв її, Тилль пішов помирати, проте пообіцяв встати з могили, повернутися і допомогти людям, якщо ворог знову піде на них війною. Проте місцеві діти вирішили подражнити велетня, покликавши його і сказавши, що йде війна. Тилль підійнявся, побачив, що його викликали задарма, розсердився, ліг назад в могилу і поклявся, що вже не повернеться ніколи.

## В культурі
В естонському селі Ніназе стоять два вітряних млини, оформлених як фігури Тилля і Пірет. Традиційно туди їдуть молодята Сааремаа аби віддати данину пам'яті міфічним героям свого острова.
- За мотивами легенди було створено фільм мультфільм Suur Tõll (Таллінфільм, 1980).
- Ім'я Великого Тилля носить паровий криголам-музей у Талліні.